# Austroaeschna hardyi
Austroaeschna hardyi – gatunek ważki z rodziny żagnicowatych (Aeshnidae).